# Agrostis transcaspica
Agrostis transcaspica é uma espécie de gramínea do gênero Agrostis, pertencente à família Poaceae.